# Sin anestesia
Sin anestesia, est une telenovela chilienne diffusée en 2009 par Chilevisión.

## Distribution
- Néstor Cantillana - José "Pepe" Quiñones / Pablo Goicoechea
- Héctor Noguera - Alfonso Valenzuela
- Antonia Zegers - Laura Santana
- Ángela Prieto - Antonia Valenzuela
- Magdalena Max-Neef - Isabel Casanova
- Dayana Amigo - Brenda Quiñones
- Roberto Poblete - Domingo Quiñones
- Paulo Brunetti - Franco Barbieri
- Carolina Varleta - Alicia Díaz
- Carmen Disa Gutiérrez - Charo Quiñones
- Willy Semler - Emiliano Montalbán
- Alejandra Herrera - Araceli Márquez
- Tiago Correa - Rafael Quiñones
- Ariel Levy - Matías Errazuriz
- Francisco Pizarro - Felipe Santelices
- Catherine Mazoyer - María Ignacia Haussman
- Juan Pablo Ogalde - Ernesto Yáñez
- Sergio Hernández - Fernán Altuser
- Álvaro Gómez - Zaror Cruchaga
- Pedro Vicuña - Servando Díaz